# Benaize
Die Benaize ist ein Fluss in Frankreich, der in den Regionen Nouvelle-Aquitaine und Centre-Val de Loire verläuft. Sie entspringt im Gemeindegebiet von La Souterraine, entwässert generell in nordwestlicher Richtung und mündet nach rund 79 Kilometern unterhalb von Saint-Hilaire-sur-Benaize als linker Nebenfluss in den Anglin. Im Mündungsabschnitt erreicht sie den Regionalen Naturpark Brenne. Auf ihrem gesamten Weg durchquert sie die Départements Creuse, Haute-Vienne, Vienne und Indre.

## Orte am Fluss
- Mailhac-sur-Benaize
- Cromac
- Coulonges
- La Trimouille
- Liglet
- Saint-Hilaire-sur-Benaize